# Georgi Gogow

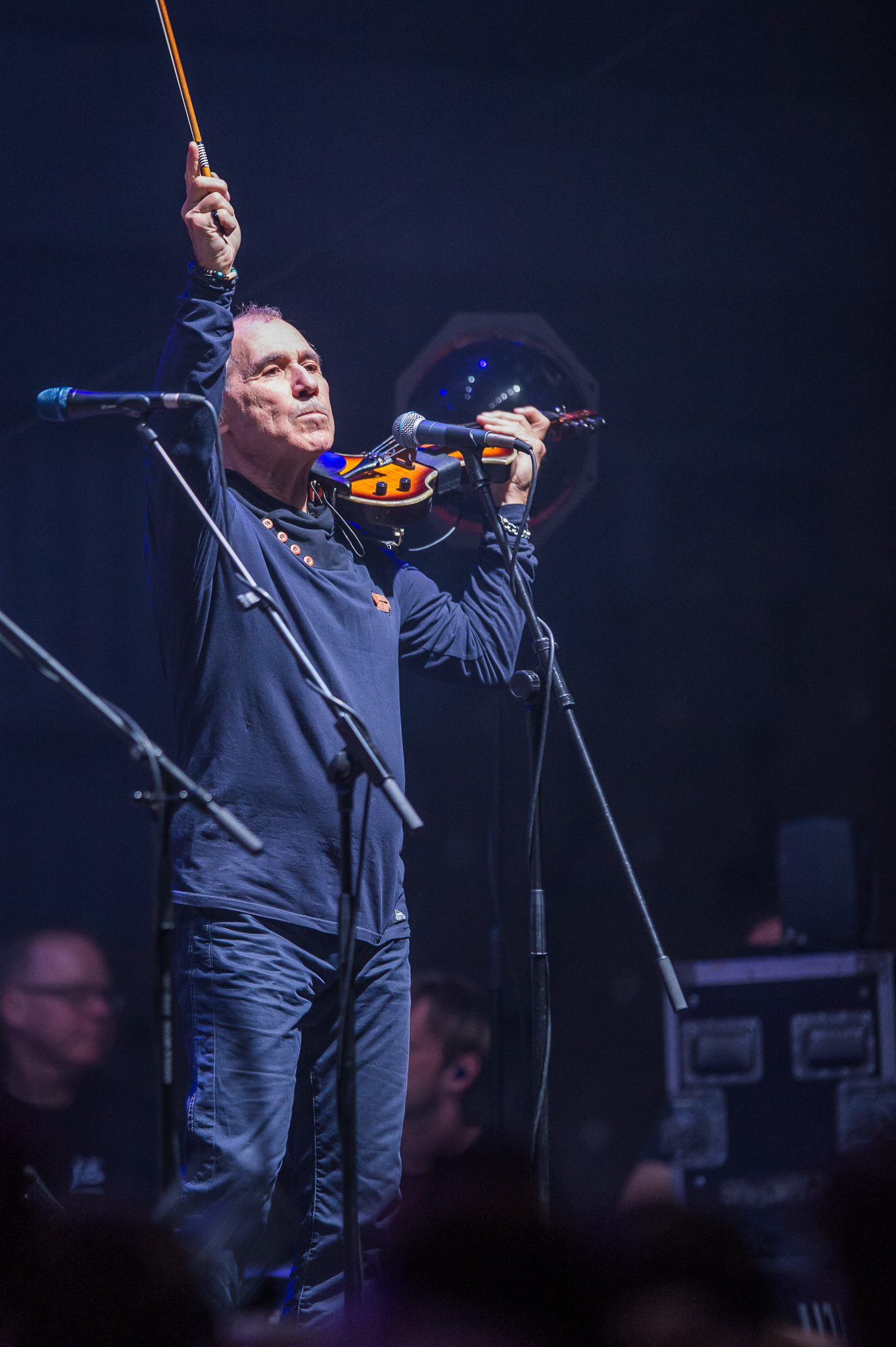
Georgi Gogow (2016)

Georgi „Joro“ Gogow (* 12. Juli 1948 in Momtschilgrad, Bulgarien) ist ein deutscher Musiker. Er stammt aus Bulgarien und besitzt seit 1992 die deutsche Staatsbürgerschaft.

## Musikalische Entwicklung
Gogow wuchs in  Swischtow an der Donau auf. Von 1962 bis 1965 besuchte er das Musikgymnasium in Russe, studierte dort Violine und vervollständigte nebenbei seine Kenntnisse auf der Gitarre. Ein Jahr später leistete er seinen dreijährigen Wehrdienst bei der Bulgarischen Armee. Danach spielte er in zahlreichen unterschiedlichen Bands seiner Heimat. 1971 siedelte er nach Ost-Berlin über und spielte von 1972 bis 1973 bei Nomen est Omen.
Im Jahr 1974 stieg Gogow bei City ein und ersetzte damit Ingo Döring am E-Bass. Nebenbei griff er aber auch zur Violine, um das folkloristische Element in der Musik von City stärker zu betonen. Einen prinzipiellen Einsatz der Rockgeige, etwa um Modetrends gerecht zu werden, lehnte Gogow ab. Die Beherrschung dieses Instrumentes stellte er unter anderem in den Soli des Erfolgstitels Am Fenster unter Beweis. Sie brachte ihm außerdem den Beinamen Teufelsgeiger ein. Gogow und Hans die Geige galten als die besten Rockgeiger der DDR.
Gogow, Fritz Puppel und Toni Krahl fungierten bei City als Autorengespann, wobei Gogow und Puppel vorwiegend für die Kompositionen verantwortlich waren und die Texte meist von Krahl stammten. Gogows Kompositionen zeichneten sich durch Kombinationen bulgarischer Folklore, swingenden Rock und Blues aus. Beste Beispiele sind der gemeinsam mit Puppel komponierte Titel Bulgarien-Rock und der Titel Am Fenster. Während ihrer Bulgarientournee im September 1976 wurden beide Titel mit großem Erfolg in einer speziell der modernen Folkloremusik vorbehaltenen Sendung des bulgarischen Fernsehens gezeigt. Weitere erfolgreiche Kompositionen von Gogow waren Der Spatz, Der Tätowierte, Der King vom Prenzlauer Berg und Traudl.
Nachdem es 1981 innerhalb der Band zu Spannungen gekommen war, verließen Gogow und Gisbert Piatkowski City und gründeten gemeinsam mit Frank Gala Gahler, der zuvor bei Monokel gespielt hatte, die von Rockmusik, Blues und Folklore geprägte Band NO 55. Bereits im Januar 1982 hatte Gogow mit NO 55 den ersten vielbeachteten Auftritt im Rahmen der Veranstaltung Rock für den Frieden. Die Band veröffentlichte in der Zeit ihres Bestehens zwei Singles und zwei Alben. Die Texte stammten ausschließlich von Werner Karma und die Kompositionen vorwiegend von Gogow, aber auch Piatkowski und Gahler. Das Profil der Band wurde wesentlich durch Bandchef Gogow und den charismatischen Sänger und ehemaligen Bluesmusiker Gahler geprägt.
Gogow war an zwei der Bluesprojekte, die Musiker führender DDR-Bands kurzzeitig zusammenführte, beteiligt: 1983 war er Mitglied der Amiga Blues Band und 1989 Teilnehmer des Mama Blues Projekt.
Nachdem Frank Gahler die DDR verlassen hatte, löste sich NO 55 1989 auf. Gogow stieg 1992 wieder bei City ein und gehörte seitdem zur Stammbesetzung der Band. Nebenbei übt er sich in verschiedenen Projekten. 1997 war er einer der Mitbegründer des Weltmusikprojektes Der Wilde Garten, welches Stücke von großen Komponisten in abgewandelter Form in verschiedenen Sprachen, aber auch Eigenkompositionen darbietet. 2008 gehörte er mit Anett Kölpin, Angelika Weiz, Laura Fischer (Tochter von Günther Fischer) und Wolfgang Schneider zum Putensen Beat Ensemble, das Lieder von Manfred Krug und Günther Fischer aus den 1970er Jahren präsentierte.

## Sonstiges
Georgi Gogow lebt in Wernigerode. Sein Sohn, Nicolaj, ist Schlagzeuger. Er spielte unter anderem bei Knorkator und war von 2012 bis 2014 bei Pothead.